# Alicia Vignola
Alicia Vignola (Avellaneda, Buenos Aires, 15 de junio de 1972) es una cantante, actriz y coaching vocal argentina.  Participó en múltiples escenarios nacionales e internacionales, entre los que destacan su participación en el Festival OTI de la Canción en 1998, representando a la Argentina, sus presentaciones en varias ediciones del Festival y Mundial de Tango de Buenos Aires, del Festival Nacional de Tango de La Falda, Córdoba, y del Festival Internacional de Tango Américo Moroso en Justo Daract, San Luis, entre otros. 

## Trayectoria
A los 9 años comenzó sus estudios de teoría de la música y violoncelo en el Conservatorio Superior de Música Manuel de Falla y en el Instituto Municipal de Música de Avellaneda, y de manera particular, estudió técnica vocal con el Mtro. lírico Norberto Massa. En 1995-1996 estudió teatro en el Instituto de Teatro de Avellaneda (IMTA).
En octubre de 1998 en la sede de ATC en Buenos Aires obtuvo el 1er Premio Intérprete en la Final Nacional clasificatoria al Festival OTI de la Canción.  En noviembre del mismo año, participó representando a Argentina del XXVII Festival OTI de la Canción desarrollado en el Teatro Nacional de San José, Costa Rica.  Allí obtuvo la segunda posición con la canción "Sin amor" de Bibi Albert y Héctor Dengis.
En noviembre de 1999 participó junto al pianista Manuel Obregón y el Cuarteto Esporádico de Jazz del ciclo Free Jazz Village en varios escenarios de San Pedro, Costa Rica y San Salvador, El Salvador.
En 2000 la Municipalidad de Avellaneda la distinguió otorgándole un diploma de Reconocimiento al Mérito en el Área Cultural por sus actividades artísticas desarrolladas en el transcurso del año.
Entre 2003-2006 fue primera figura femenina del show musical en Complejo Piazzolla Tango, junto a Guillermo Fernández, Raúl Lavié y Néstor Fabián. 
En junio de 2004 participó del ciclo Música por la Identidad organizado por la Secretaría de Cultura de Buenos Aires, la Cámara Argentina de Espacios con Música en Vivo (CAMUVI) para Abuelas de Plaza de Mayo.  En julio del mismo año, actuó en el homenaje Recordando a Aníbal Troilo "Pichuco" en el Teatro Colón, junto a la Orquesta del Tango de la Ciudad de Buenos Aires, con la dirección de Carlos García y Raúl Garello.
En abril de 2005 participó del cierre del 4º Festival Internacional Patagonia y Tango en Bariloche, Argentina.
En abril de 2006 actuó junto al Mtro. Cristian Zárate en piano, Horacio Romo en bandoneón, y Roberto Tormo en contrabajo, en el World Economic Forum en São Paulo, Brasil.
En mayo de 2006 participó del cierre del 5º Festival Internacional Patagonia y Tango en Bariloche, Argentina, junto al Mtro. Cristian Zárate en piano, César Angeleri en guitarra y Enrique "Quique" Grecco en bandoneón.
En enero de 2007 actuó en el cierre de la VII Cumbre Mundial de Tango en Valparaíso, Chile junto a Leo Sujatovich. En julio del mismo año, participó del XXIV Festival Nacional del Tango de la Falda, Córdoba.  En el transcurso de ese mismo año, fue la protagonista del show musical en la tradicional tanguería El Viejo Almacén de Buenos Aires.
En 2007 editó su primer disco, Hada y Rea, con una selección de tangos de Eladia Blázquez y de Ástor Piazzolla, entre los que se encuentran "Sin piel", "Que buena fe", y otros como "Tabaco", "Nada" o "Che bandoneón".
En julio de 2008 participó del XXV Festival Nacional del Tango de la Falda, Córdoba.
Entre 2008-2009 fue la primera cantante de la Esquina Homero Manzi, bar notable de la Ciudad de Buenos Aires. 
En junio de 2009 fue invitada a participar del homenaje "Gardel... por siempre", auspiciado por el Instituto Cultural de Bahía Blanca, en el Teatro Rossini de Bahía Blanca, Provincia de Buenos Aires.
En 2010 participó junto a Guillermo Fernández como coprotagonista en "Amores de mi ciudad", obra dirigida por Manuel González Gil en Plazas de la Ciudad de Buenos Aires.  En la escena internacional, ese mismo año, participó de una gira por Europa con Raúl Lavié y Marcelo Nisinman como protagonista de la ópera-tango "María de Buenos Aires" de Astor Piazzolla y Horacio Ferrer; y en el ámbito nacional, fue invitada a participar del Primer Festival Provincial del Tango de la Provincia de Buenos Aires, en el Anfiteatro Homero Expósito del Partido de Zárate.
Participó entre 2010-2015 como artista invitada de la Orquesta Nacional de Música Argentina Juan de Dios Filiberto, con la dirección de Atilio Stampone y Oscar de Elía en sus múltiples presentaciones en la ciudad de Buenos Aires y en el interior de la Argentina.
A partir de su rol protagónico en “Un amor de tango”, obra dirigida por Manuel González Gil, en la temporada 2011 del Teatro Colón de la Ciudad de Mar del Plata, y en el Centro Cultural Borges de Buenos Aires, obtuvo la Nominación como Revelación Femenina en los Premios Estrella de Mar 2011.
En julio de 2012 participó del XXIX Festival Nacional del Tango de la Falda, en Córdoba.
En 2013 integró como protagonista la operita "María de Buenos Aires" de Astor Piazzolla y Horacio Ferrer, bajo la dirección de Carlos Palacios, incluido en el Plan Federal de Ópera y Danza, organizado por la Secretaría de Cultura de la Presidencia de la Nación, en sus múltiples presentaciones en provincias del interior de la Argentina.
En marzo, abril y junio de 2015 participó junto al Mtro. Cristian Zárate del ciclo Música en los Bares Notables  organizado por el Gobierno de la Ciudad de Buenos Aires.  Se presentó en el Café de García de Villa Devoto, en el Café los 36 billares, y en el Espacio Virrey Liniers de Buenos Aires, respectivamente, con una selección de temas de su disco "Azsulado".
En 2015-2016 protagonizó la ópera rantifusa “Gotán” de Julio Tahier, en el Teatro Maipo de Buenos Aires y en el Teatro Solís de Montevideo bajo la dirección de Manuel González Gil.  Por la presente obra, resultó Nominada a los Premios Hugo al Teatro Musical 2016 como Mejor Actuación Protagónica Femenina.
En junio de 2016 en el marco del Festival y Mundial de Tango de Buenos Aires se presentó junto al Mtro. Cristian Zárate en piano, Christine Brebes en violín, Nico Enrich en bandoneón y Roberto Tormo en contrabajo, en Café Vinilo.  Para octubre del mismo año, se presentó junto a Federico Mizrahi en piano y Christine Brebes en violín, de La Noche de los Museos en La Esquina de Aníbal Troilo.  En ese mismo marco, participó junto a Julián Hermida de su presentación del disco "Desgenerados" en el Savoy Hotel de Buenos Aires.
En diciembre de 2016 participó junto a la Orquesta Vale Tango en el ciclo Música en la Ciudad, Estampa Fiel de Buenos Aires, organizado por Clarín y la Sociedad de Distribuidores de Diarios, Revistas y Afines. En ese mismo mes, actuó junto a Julián Hermida Quinteto en el XII Festival Internacional de Tango Américo Moroso en Justo Daract, San Luis.
En 2016 grabó su segundo disco “Azsulado”, editado en 2018 por Acqua Records. Por la presente labor, resultó Nominada como Mejor Álbum Artista Femenina de Tango en los Premios Gardel 2019.
En 2016-2017 interpretó cuatro roles en la multinominada “Gardel: teatro musical argentino” de Luis Longhi, con dirección de Ignacio González Cano. Por la presente obra, resultó Nominada como Mejor Intérprete Femenina en Musical Off en los Premios Hugo al Teatro Musical 2016.
En abril de 2017 participó del homenaje La Cumparsita 100 años junto al Trío Víctor Lavallén, Horacio Cabarcos y Pablo Estigarribia. En junio del mismo año actuó en el XI Festival Internacional de Tango de Medellín, junto a la misma agrupación de artistas.  En diciembre de ese mismo año, participó junto a Julián Hermida Quinteto en el XIII Festival Internacional de Tango Américo Moroso en Justo Daract, San Luis.
En agosto de 2018 en el marco del Festival y Mundial de Tango de Buenos Aires se presentó junto a Julián Hermida, con orquesta de cuerdas, piano y bandoneón, en la Usina del Arte, para homenajear la salida del primer LP de Serú Girán.
En agosto de 2019 en el marco del Festival y Mundial de Tango de Buenos Aires, se presentó junto a Eduardo Praino en guitarra, Christine Brebes en violín, Cristian Basto en contrabajo y Demián González Premezzi en batería, en la Usina del Arte, con una selección de temas de su disco "Azsulado".
En 2019 la Academia Nacional del Tango de la República Argentina la designó como Integrante del Cuadro de la Generación Intermedia en reconocimiento a su distinguida trayectoria artística.
En diciembre de 2020 en el marco del #CICLOTASSOVIRTUAL se presentó junto a Guillermo Fernández en el Torquato Tasso en Buenos Aires, con el concierto "Alicia, mi guitarra y yo".  Grabación realizada para su difusión en modalidad streaming.
En septiembre de 2021 en el marco del Tango BA Festival y Mundial se presentó junto a Gabriel Merlino Ensamble en el Anfiteatro Eva Perón de Parque Centenario en Buenos Aires, interpretando "Maradona blues" de Charly García y Claudio Gabis, formando parte del homenaje desde el tango a Diego Armando Maradona.  En octubre de ese mismo año, participó en el marco de los homenajes #CharlyBA a Charly García, del "Concierto 70 veces Charly", junto a Coda Orquesta en el Centro Cultural San Martín, con la dirección artística de Santiago Greco.
En julio de 2022 se presentó en el marco de Traigo un pueblo en mi voz - Concierto Patrio homenaje a Mercedes Sosa, en el Teatro Roma, junto a la Orquesta Sinfónica Municipal de Avellaneda dirigida por Gustavo Popi Spatocco.
En septiembre de 2022 en el marco del Tango BA Festival y Mundial se presentó en el Salón Dorado del Teatro Colón de Buenos Aires, junto a Marina Ruiz Matta, en un homenaje a Carlos Gardel y Alfredo Le Pera.
En abril de 2023 actuó en el marco del concierto popular Nuestra Orilla, junto a la Orquesta Sinfónica Municipal de Avellaneda y el Coro del IMMA (Instituto de Música de la Municipalidad de Avellaneda), con la dirección de Gustavo Popi Spatocco, en el Parque Municipal La Estación, para la celebración de los 171 años de Avellaneda.
En abril de 2024 se presentó en el cierre del Festival Internacional de Tango del Teatro Colsubsidio de Bogotá, Colombia, junto al Quinteto Leopoldo Federico, dirigido por Giovanni Parra, más el Cuarteto de Cuerdas Q´Arte.
En mayo de 2024 se presentó en el cierre del II Festival Patria en el Luna Park de Buenos Aires, interpretando junto a Lito Vitale, "El corazón al sur" de Eladia Blázquez.  Para agosto del mismo año, en el marco del Tango BA Festival y Mundial actuó en el Centro Cultural 25 de Mayo de Buenos Aires, junto a Conjunto Nueve, dirigido por Julián Hermida; y en el mismo marco, días después, junto a la Orquesta Típica Pichuco, en la presentación del álbum "Cantoras".  En septiembre de 2024 en el marco del ciclo Discos esenciales: Te acordás… Polaco? se presentó junto a la orquesta típica dirigida por el bandoneonista Lautaro Greco, en el Palacio Libertad de Buenos Aires.
Desde 2009 participa como primera figura femenina del show musical de Madero Tango en Buenos Aires, Argentina.

## Discografía
- 2007: Hada y rea - Sello independiente
- 2018: Azsulado - Acqua Records

## Otras participaciones
- 2005: "Los 70 de Gardel.  Nosotras le cantamos a...". Participa interpretando junto a Juanjo Domínguez "Ventarrón", tango de Pedro Maffia y José Horacio Staffolani, en la pista 9 del presente disco - SOCSA.
- 2008: "OWOKO - Música para jugar" de Silvio Marzolini para OWOKO Argentina.  Participa interpretando todos los temas excepto "Baile en la selva" - OWOKO Argentina.
- 2010: "María de Buenos Aires" nueva versión de Marcelo Nisinman.  Ópera Tango en dos partes con música de Ástor Piazzolla y letra de Horacio Ferrer.  Interpreta todas las participaciones de María en su calidad de Mezzosoprano - Acqua Records.
- 2010: "Primario" de Pomo.  Participa interpretando junto a Silvio Marzolini en teclados, Javier Viñas en guitarras, Pablo Suárez en bajo y Pomo en batería, "Siempre que soñé", en la pista 4 del presente álbum -  Edición independiente.
- 2011: "El tango es puro cuento" de Luis Longhi, Federico Mizrahi y Guillermo Fernández.  Participa interpretando junto a Guillermo Fernández, "Fábula de la rata voladora y el enano de cartón", en la pista 6 del presente disco - Edición independiente.
- 2011: "Dockjazz!" de Hugo Méndez.  Participa interpretando junto a Hugo Méndez "Blue in green" de Miles Davis, en la pista 3 del segundo CD - Edición independiente.
- 2013: "Hermida en blanco y negro" de Juanjo Hermida y Julián Hermida.  Participa interpretando "Te llaman Soledad", en la pista 4; y "Vivir en Buenos Aires", en la pista 7 del presente disco, ambos tangos de Eladia Blázquez - EPSA Music.  Disco ganador del Premio Gardel 2014 como Mejor Álbum Nuevo Artista de Tango.
- 2015: "Aire de familia".  Participa interpretando junto a Pepo Lapouble en piano, Nacho Piana en percusión y clarinete, y Rodrigo Villar en acordeón, "Esfera de nieve" de Bibi Albert y Pepo Lapouble, en la pista 12 del presente disco - Edición independiente.
- 2016: "Desgenerados" de Juanjo Hermida y Julián Hermida.  Participa interpretando junto a Juanjo Hermida en piano, Julián Hermida en guitarra, Juan Pablo Navarro en contrabajo, César Rago en primer violín, Tamara Zakour en segundo violín, Gabriel Wolff en viola y Clement Silly en cello, "Plegaria para un niño dormido" de Luis Alberto Spinetta, en la pista 4 del presente disco - EPSA Music.
- 2018: "Reflejo" de Melina Liberati.  Participa interpretando junto a Melina Liberati en voz, Emiliano Greco en piano, Nicolás Enrich en bandoneón, Juan Pablo Navarro en contrabajo, Benjamín Ciprián en guitarra y Bruno Cavallaro en violín, "Si te vas", en la pista 7 del presente disco - Acqua Records.
- 2018: "Los 40 de Serú" de Julián Hermida.  Participa interpretando junto a Julián Hermida y Orquesta, "Cinema verité" de Charly García, en la pista 2 del presente disco - Edición independiente.
- 2024: "Cantoras" de Orquesta Típica Pichuco.  Participa interpretando junto a la Orquesta Típica Pichuco, "Patio mío", tango de Aníbal Troilo y Cátulo Castillo, en la pista 1 del presente disco - Edición independiente.

## Teatro
- Amores de mi ciudad (2010, Plazas de Buenos Aires), autoría de Manuel González Gil, Marisé Monteiro y dirección de Manuel González Gil.
- Un amor de tango (2011, Teatro Colón, Mar del Plata) con autoría y dirección de Manuel González Gil.
- Gotán (2015-2016, Teatro Maipo, Buenos Aires) de Julio Tahier con dirección de Manuel González Gil.
- Gardel: teatro musical argentino (2016-2017, Teatro Molière, Buenos Aires) de Luis Longhi con dirección de Ignacio González Cano.